# Ella Halvarsson
Ella Halvarsson (Borlänge, 22 de octubre de 1999) es una deportista sueca que compite en biatlón. Ganó dos medallas en el Campeonato Mundial de Biatlón de 2025, plata en la prueba individual y bronce en el relevo.

## Palmarés internacional
| Campeonato Mundial | Campeonato Mundial  | Campeonato Mundial | Campeonato Mundial |
| Año                | Lugar               | Medalla            | Prueba             |
| ------------------ | ------------------- | ------------------ | ------------------ |
| 2025               | Lenzerheide (Suiza) | Medalla de plata   | Individual         |
| 2025               | Lenzerheide (Suiza) | Medalla de bronce  | Relevo             |